# جرارد چارلز ادوارد تریو
جرارد چارلز ادوارد تریو (انگلیسی: Gérard Charles Édouard Thériault; ۵ ژوئن ۱۹۳۲ – ۱۳ اکتبر ۱۹۹۸) فرد نظامی اهل کانادا بود.